# Lista de prêmios de quadrinhos
Esta é uma lista de prêmios dos quadrinhos do mundo todo. A lista inclui prêmios concedidos pelas realizações em cartoon, histórias em quadrinhos, tiras e graphic novels. Alguns trabalhos em quadrinhos foram elegíveis, em alguns casos, para concorrerem a prêmios literários.

## Prêmios americanos
- Pulitzer Prize for Editorial Cartooning — concedido pela primeira vez em 1922
- Reuben Award — concedido pela primeira vez em 1946
- Vários prêmios da National Cartoonists Society  — concedido pela primeira vez em 1948
- Alley Award — concedido pela primeira vez em 1961; terminou em 1969
- Shazam Award — concedido pela primeira vez em 1970; terminou em 1974
- Goethe Award (rebatizado para "Comic Fan Art Awards") — concedido pela primeira vez em 1970; terminou em 1974.
- Ignatz Awards (OrlandoCon) — concedido pela primeira vez em 1974; terminou em 1994
- Inkpot Awards — concedido pela primeira vez em 1974
- Comics Buyer's Guide Fan Awards — concedido pela primeira vez em 1982; terminou em 2008
- Russ Manning Award — concedido pela primeira vez em 1982
- Kirby Award — concedido pela primeira vez em 1985, terminou em 1987 (dividido em Harvey Award e Eisner Award)
- Harvey Awards — concedido pela primeira vez em 1988
- Will Eisner Comics Industry Awards — concedido pela primeira vez em 1988
- Compuserve Comics and Animation Forum's Don Thompson Awards (conhecido coloquialmente como "Don Thompson Awards") — concedido pela primeira vez em 1992; terminou em 1998
- Wizard Fan Awards — concedido pela primeira vez em 1993; terminou em 2006
- Lulu Awards — concedido pela primeira vez em 1997; terminou em 2011
- Ignatz Awards (Small Press Expo) — concedido pela primeira vez em 1997;
- Howard E. Day Prize — concedido pela primeira vez em 2001; terminou em 2007 (rebatizado como "Gene Day Award for Self-Publishing," agora faz parte do Joe Shuster Canadian Comic Book Creator Awards)
- Bill Finger Award — concedido pela primeira vez em 2005
- Glyph Comics Awards — concedido pela primeira vez em 2005
- Inkwell Awards — concedido pela primeira vez em 2008
- Ghastly Awards for Excellence in Horror Comics — concedido pela primeira vez em 2011; terminou em 2017
- Prêmio Hugo de Melhor História em Quadrinhos

### Cronograma dos notáveis prêmios de quadrinhos dos EUA
A linha do tempo abaixo apresenta os mais notáveis prêmios de quadrinhos dos EUA que abarcam diversas categorias. Os prêmios votados pelos profissionais estão em tom azul; os prêmios de fãs estão em tom vermelho. (O Ignatz Award é uma mistura, pois os nomeados são selecionados por profissionais, mas os vencedores são determinados pelos participantes da Small Press Expo. do ano)

## Prêmios alemães
- Max & Moritz Prizes — concedido pela primeira vez em 1984
- Rudolph-Dirks-Award — concedido pela primeira vez em 2016, o objetivo é promover a apreciação pela literatura gráfica como uma forma de arte; premiando em obras em 18 categorias e artistas em 12 categorias.

## Prêmios australianos
- Ledger Awards — concedido pela primeira vez em 2004

## Prêmios belgas
- Bronzen Adhemar — concedido pela primeira vez em 1977
- Prix Saint-Michel — concedido pela primeira vez em 1971

## Prêmios brasileiros
- Prêmio Abril de Jornalismo, categoria "Quadrinhos" — concedido pela primeira vez em 1976; terminou em 1998.[1]
- Prêmio Angelo Agostini — concedido pela primeira vez em 1985.[2]
- Troféu HQ Mix — concedido pela primeira vez em 1989.[3]
- Prêmio DB Artes — concedido pela primeira vez em 2003; terminou em 2010.[4][5]
- Troféu Alfaiataria de Fanzines — concedido apenas em 2007[6]
- Troféu Bigorna — concedido pela primeira vez em 2008; terminou em 2010.[7][8]
- Prêmio Claudio Seto — concedido pela primeira vez em 2014.[9]
- Prêmio Al Rio — concedido pela primeira vez em 2015; terminou em 2018.[10][11]
- Prêmio ABRAHQ — concedido pela primeira vez em 2016; terminou em 2017.[12][13]
- Prêmio Grampo — concedido pela primeira vez em 2016.[14]
- Prêmio Dente de Ouro — concedido pela primeira vez em 2016; terminou em 2020.[15][16]
- Prêmio Jabuti de melhor história em quadrinhos — concedido pela primeira vez em 2017.[17]
- Prêmio Le Blanc — concedido pela primeira vez em 2018.[18]
- Dia do Super-Herói Brasileiro — concedido pela primeira vez em 2020.[19]
- Prêmio Odisseia de Literatura Fantástica de quadrinhos fantásticos de horror/fantasia/ficção científica — concedido pela primeira vez em 2021.[20]
- Prêmio Mapinguari — concedido pela primeira vez em 2022.[21]
- CCXP Awards — concedido pela primeira vez em 2022.[22]

## Prêmios britânicos
- Ally Sloper Award — concedido pela primeira vez em 1976; terminou em c. 1982
- Eagle Awards — concedido pela primeira vez em 1977; terminou em 2012
- National Comics Awards — concedido pela primeira vez em 1997; terminou em 2003
- SICBA — Scottish Independent Comic Book Alliance — Awards. Atribuído pela primeira vez em 2011; ainda está em andamento[23]
- Stan Lee Excelsior Award — concedido pela primeira vez em 2011; organized by Paul Register[24]
- British Comic Awards — concedido pela primeira vez em 2012[25]
- The 9th Art Award — prêmio inaugural anunciado em 2013; promovido pela Graphic Scotland[26]
- Comics Laureate — concedido pela primeira vez em 2014; promovido pela Comics Literacy Awareness

## Prêmios canadenses
- Prix Bédéis Causa — concedido a quadrinhos de língua francesa no Festival de la BD francophone de Québec desde 1988
- Bédélys Prize — concedido a quadrinhos de língua francesa desde 2000
- The Doug Wright Awards — concedido pela primeira vez em 2005
- National Newspaper Awards of Canada — incluindo a categoria de Editorial Cartoonist
- Joe Shuster Awards — concedido pela primeira vez em 2005

## Prêmios catarenses
- Arab Cartoon Award — concedido pela primeira vez em 2012.

## Prêmios cingapurenses
- ComiIdol — concedido pela primeira vez em 2006

## Prêmios espanhóis
- Barcelona International Comics Convention Prizes — concedido pela primeira vez em 1988
- Haxtur Awards — concedido pela primeira vez em 1985

## Prêmios franceses
- Prêmios do Festival Internacional de Quadrinhos de Angoulême — concedido pela primeira vez em 1974
- Prix de la critique — concedido pela primeira vez em 1984

## Prêmios gregos
- Greek Comics Awards — concedido pela primeira vez em 2005 e conhecido como Comicdom Awards desde 2015[27]

## Prêmios holandeses
- Stripschapprijs — concedido pela primeira vez em 1974
- Willy Vandersteenprijs — concedido pela primeira vez em 2010
- VPRO Debuutprijs — concedido pela primeira vez em 1994
- Marten Toonderprijs — concedido pela primeira vez em 2009

## Prêmios indianos
- Indian Comics Fandom Awards
- Narayan Debntah Comics Puroskar

## Prêmios irlandeses
- The Drunken Druid Awards[28]

## Prêmios italianos
- Yellow Kid Award — concedido entre 1970 e 2005
- Gran Guinigi Award / Pantera di Lucca Comics — concedido pela primeira vez em 1967
- Attilio Micheluzzi Award (prêmio Napoli Comicon) — concedido pela primeira vez em 1998

## Prêmios japoneses
- Akatsuka Award — concedido pela primeira vez em 1974
- Dengeki Comic Grand Prix — concedido pela primeira vez em 2001
- International Manga Award — concedido pela primeira vez em 2007
- Japan Cartoonists Association Award — concedido pela primeira vez em 1972
- Kodansha Manga Award — concedido pela primeira vez em 1960
- Manga Taishō — concedido pela primeira vez em 2008
- Tezuka Osamu Cultural Prize — concedido pela primeira vez em 1997
- Shogakukan Manga Award — concedido pela primeira vez em 1955
- Tezuka Award — concedido pela primeira vez em 1971

## Prêmios noruegeses
- Sproing Award — concedido pela primeira vez em 1987

## Prêmios poloneses
- Grand Prix Międzynarodowego Festiwalu Komiksu — concedido pela primeira vez em 1991

## Prémios Portugal
- Prémios Nacionais de Banda Desenhada — Concedido anualmente desde 1990
- Galardões BD Comic Con Portugal — Concedido anualmente desde 2015
- GEEKS d'OURO — Concedido anualmente desde 2018[29][30][31]

## Prêmios suceos
- Adamson Awards — concedido anualmente entre 1965 e 2002
- Urhunden Prizes — concedido pela primeira vez em 1987